# Reducción (filosofía)
En filosofía de la ciencia, la reducción es una operación epistémica por la cual se identifican dos objetos reales (reducción ontológica) o dos objetos conceptuales (reducción gnoseológica) o bien un objeto (real o conceptual) se incluye en otro o se explica por otro.
La reducción es tomar un sistema o problema y separarlo en sus componentes, al fin de entender mejor el sistema o problema y poder solucionarlo/entenderlo mejor.
Por lo general, se entiende que lo reducido es un objeto (una teoría, por ejemplo) perteneciente a un nivel de organización superior y lo que reduce es un objeto (otra teoría) de un nivel de organización inferior. Del mismo modo, el reduccionismo suele interpretarse como la tesis de que la reducción (ontológica o gnoseológica) de un elemento perteneciente a nivel superior a otro de un nivel inferior es la única manera de unificar la ciencia y comprender el mundo. En otras palabras, se suele entender como reduccionismo el enfoque metodológico del individualismo o atomismo, cuya tesis general afirma que los únicos objetos (conceptuales o reales, según el caso) que existen o interesan son los individuos y que lo que solemos llamar totalidades o sistemas no son más que agregados de individuos, sin estructura u organización propia. Para el individualista, las propiedades de un sistema no son reales como las de los individuos, sino que no son más que, o bien propiedades de esos individuos, o promedios (es decir, conceptualizaciones referentes a los agregados).
Diferente es la opinión de autores como el filósofo argentino Mario Bunge, quien en la exposición de su filosofía emergentista, plantea que, en cuanto identificación o inclusión de un objeto en otro de un nivel de organización diferente, el sentido de la reducción puede ser tanto de arriba hacia abajo (microrreducción) como de abajo hacia arriba (macrorreducción). De tal modo, según Bunge, no habría solo un reduccionismo, sino dos, uno con origen en el individualismo (o microrreduccionismo) y otro con origen en el holismo (macrorreduccionismo), aunque a este se lo conozca habitualmente como "antirreduccionismo".
En cualquier caso, parece importante distinguir entre la reducción, una herramienta epistémica bastante habitual en la práctica científica, especialmente en su versión metodológica, y el reduccionismo, una tesis metodológica que privilegia la reducción y que, como casi todas las posiciones filosóficas, puede ser más o menos radical, o sea que se presenta en diversos grados.
El reduccionismo (radical) es uno de los elementos centrales del mecanicismo clásico (siglo XVII), pero no de la nueva filosofía centrada en la búsqueda de mecanismos.

## Ejemplos
Como hemos dicho, la operación se puede practicar entre elementos concretos o reales y entre elementos conceptuales. Veamos ejemplos del primer tipo:
Reducciones ontológicas: (entre cosas u objetos concretos)
- Microrreducción ontológica: hipótesis de la identidad mente-cerebro, que plantea que la mente es una colección de procesos cerebrales (y no una sustancia diferente al cerebro).
- Macrorreducción ontológica: la idea de que solo el Estado (o la comunidad) existe (pero no los individuos).

Reducciones gnoseológicas. (entre hipótesis, modelos, teorías o disciplinas)
- Microrreducción gnoseológica: a) la tentativa de explicar el comportamiento humano en términos exclusivamente genéticos ("determinismo genético"), b) el intento de reducir la ecología a hipótesis propias de la física, la química y la biología celular (como propone la Teoría Metabólica de la Ecología).
- Macrorreducción gnoseológica: a) el intento de explicar el comportamiento humano aludiendo exclusivamente al rol social de los individuos (determinismo social).